# Calliteara farenoides
Calliteara farenoides este o molie din familia Erebidae. Se găsește în Queensland.
Anvergura este de aproximativ 40 mm pentru masculi și 60 mm pentru femele. Femelele sunt albe, cu câteva linii maro pe aripile din față, în timp ce masculii au linii mai pronunțate și aripile din spate portocalii.
Larvele se hrănesc pe Terminalia carolinensis⁠(d). Larvele sunt dimorfice. Există o formă galbenă cu un cap portocaliu, care este acoperită cu păr lung galben. Există, de asemenea, o formă roșiatică.

## Taxonomie
Calliteara farenoides este uneori considerată ca o subspecie de Calliteara horsfieldii.

## Legături externe
- en Baza de date a genului Lepidoptera la Muzeul de istorie naturală